# Estado archipelágico

Líneas base del Estado archipelágico de Indonesia

Estado archipelágico es aquel Estado constituido totalmente por uno o varios archipiélagos y que podrá incluir otras islas. Cabe señalar que el adjetivo "archipielágico/a" no está recogido por la Real Academia Española (RAE) en su Diccionario de la lengua española, sino que consta en su Diccionario panhispánico del español jurídico bajo la entrada de "Estado archipelágico". Remitiendo al artículo 46.a. de la Convención de las Naciones Unidas sobre el Derecho del Mar, la RAE lo define como: 

Estado constituido totalmente por uno o varios archipiélagos e incluso otras islas, que goza de un régimen jurídico internacional que reconoce su peculiaridad.

La soberanía del Estado archipelágico, de acuerdo al artículo 49 de la Convención de las Naciones Unidas sobre el Derecho del Mar, se extiende a las aguas encerradas por las líneas de base archipelágicas y al espacio aéreo que se extiende sobre ellas, a su lecho y subsuelo y a sus recursos.
El paso inocente no se juzga suficiente para asegurar la navegación marítima internacional. Por lo que las grandes naciones marítimas han reclamado un derecho más amplio, descrito como "derecho de paso inocente por las rutas marítimas archipelágicas, en condiciones similares a las del “paso en tránsito” por los estrechos.
El artículo 53 de la Convención del Mar dispone que los Estados archipelágicos podrán designar vías marítimas y rutas aéreas sobre ellas, adecuadas para el paso ininterrumpido y rápido de buques y aeronaves extranjeros por o sobre sus aguas archipelágicas y el mar territorial adyacente.

Si un Estado archipelágico no designare vías marítimas o rutas aéreas, el derecho de paso por vías marítimas archipelágicas podrá ser ejercido a través de las rutas utilizadas normalmente para la navegación internacional.

Fuera de estas rutas marítimas y aéreas archipelágicas, en el resto de esta área, se mantiene el derecho de paso inocente.  

## Lista de Estados archipelágicos
| - Australia - Bahamas - Cabo Verde - Chipre - Comoras - Fiyi - Filipinas - Indonesia - Irlanda - Japón - Kiribati - Madagascar - Maldivas - Mauricio - Nueva Zelanda - Taiwán - Tuvalu | - Islas Marshall - Estados Federados de Micronesia - Reino Unido - San Vicente y las Granadinas - Islas Salomón - Santo Tomé y Príncipe - Seychelles - Vanuatu - Palaos - Papúa Nueva Guinea - Sri Lanka - Jamaica - Groenlandia - Islandia - Malta - República Dominicana |